# 三神峯遺跡
三神峯遺跡（みかみねいせき）は、日本の宮城県仙台市太白区三神峯一丁目に所在する縄文時代と古墳時代の複合遺跡である。三神峯という台地上にあり、縄文時代前期の竪穴建物の集落跡と遺物包含層から多数の遺物が見つかっている。現在は三神峯公園となっているが、地下に遺跡があることはあまり知られていないと言う。

## 立地と周辺遺跡
三神峯は、名取川の北約2キロメートルのところにある台地状の丘で、東西に長い。南と東に仙台平野に接し、背後に丘陵地を背負っている。山の下は仙台平野で、南の麓を笹谷街道が東西に走る。
三神峯遺跡は丘の上の平坦地を占めるが、北西の隣接地は芦ノ口遺跡という縄文時代以降の遺跡である。古墳時代には台地の西に小さな3基の三神峯古墳群が築かれ、山の南の麓に富沢窯跡、東の斜面に金山窯跡が置かれた。また、北東の斜面に土手内横穴墓群という横穴墓がある。

## 遺構と遺物
三神峯遺跡にはひろく遺物が散布しており、発掘された面積は一部にとどまっている。北東部では縄文時代前期初頭の竪穴建物跡が複数検出され、遺物もこの時代のものが多い。北西部では前期末葉の土器が多く発見されている。縄文時代前期にはかなり大規模な集落があったと推定されるが、中期以降はあまり使われなくなったようである。
遺構がない地点でも、遺物包含層から多量の縄文土器や石器、土偶、獣骨、クルミ等の炭化物が発見されている。出土する縄文土器は素山Ⅱ式から大木7式までの縄文時代の早期後葉から中期初頭とされている。剥片石器は、石鏃、石槍、石匙、石箆など、ほとんどはチャート（珪質頁岩）が用いられている。礫石器には石斧、石皿、磨石、凹石がある。
わずかながら須恵器と土師器も各地点で出土している。

## 研究・発掘史

### 遺物の採集
遺跡の発見は古く、山中樵が収集した玦状耳飾が陸奥国名取郡「三神崎遺跡」出土として梅原末治の玦状耳飾出土遺跡地名表（梅原1922）に掲載されたのが最初である。1928年には東京帝国大学人類学教室「石器時代遺物発見地名表第五版」に掲載された。1929年には、山内清男が「繊維土器について　追加第一」（『史前学雑誌』第1巻第3号所収）において、三神峯遺跡で山崎正文君と三年ばかり前に採集した土器に当時の最古の土器である繊維土器がかなりあると、報じた。翌30年には松本彦七郎がこれまで発表を差し控えていた資料を、予報としてひとまず報告するとし、三神峯遺跡ほかの収集資料について解説し、三神峯遺跡資料は「大木式」の範疇でとらえられるとした。
戦後の1950年には、『仙台市史3』別編1で伊東信雄が「仙台市内における最も古い遺跡」として、三神峯遺跡を紹介した。

### 林謙作の小発掘調査
1959年には林謙作が三神峯遺跡の小発掘調査を行った。林は1939年に東北帝国大学法文学部伊東信雄が調査した宮城県塩竈市船入島貝塚資料の再整理を行い、層位的には「大木Ⅰ式の包含層－三神峯Ⅲ層的な包含層（船入島第Ⅱ層）－桂島式的な包含層－上川名Ⅱ式」の包含層から成り立ち、従来の山内編年「大木1式―室浜式」、伊東編年「大木Ⅰ式－上川名式」の間には、層位的にも「（仮称）三神峯Ⅲ層式―桂島式」が存在するとした。しかしながら、三神峯遺跡も船入島貝塚もその層位も含め、原資料データが公にされることはなく、具体性に乏しいものであった。

### 第1次発掘調査
1967年（昭和42年）7月には仙台市の公園整備事業の一環として、宮城教育大学日本史研究会が、平重道教授・加藤孝講師・後藤勝彦講師の指導のもと、発掘調査を行った。発掘の鍬入式には金倉円照学長と大塚徳郎教授も参加した。東西9メートル、南北4メートルの長方形の狭い範囲ながら、はじめての組織的な調査であり、遺物は層位別に取り上げられ、克明に破片点数も数え上げられた。縄文土器4337点、うち10個復元、石鏃63点・石槍6点・石匙41点、石箆10点、他に磨製石斧6点、石皿1点、磨石82点、凹石24点、不定形の石器が68点あった。
その結果、第Ⅲ層土器は「上川名Ⅱ式」のバリエーション、「大きな意味で大木I式以前の縄文前期初頭の土器」、第Ⅱ層土器は林が三神峯Ⅲ式と仮称している底面縄文施文土器も含め「大木1式土器としておきたい」、第Ⅰ層土器は「大木2a式」とされ、林の細別には否定的な見解が示された。ただし、この型式区分についても、山内が当初示した型式内容とは大きく異なっており、後々まで問題を残すこととなった。

### その後の再検討
1990年には、相原淳一はその後増加した該期発掘調査資料をもとに再検討を行っている。前期初頭土器を単一型式「上川名Ⅱ式」のバリエーションと見るには各遺跡の変異が大き過ぎ、上川名貝塚自体が厚い貝層から成り立っており、すべてを単一時期とみなすことはできず、宮城教育大学が調査した「三神峯遺跡第Ⅲ層土器」は、「大木1式」直前の「上川名式」（伊東1957）土器の中でも最も新しい部分に位置づけられるとした 。

### 第6次発掘調査
2008年（平成20年）に、北西の公園入り口整備にともなう発掘調査が実施された。仙台市教育委員会が調査主体となり、実際の発掘は大成エンジニアリング株式会社が請け負った。面積は514平方メートルである。調査は工事で影響を受ける深さにとどめ、土坑21とピット67を調査し、139の性格不明遺構を残した。性格不明遺構のうち1つは、土器片116、土偶1、石器10を伴い、大木6式の頃の竪穴建物の可能性がある。この発見によって、前期初頭だけでなく、前期後半まで集落があった可能性が見えてきた。
縄文時代の土器と石器を中心に1万8933点の遺物が取り上げられた。土器は縄文時代前期初頭から前期末葉にあたる大木1式から6式までであった。土製耳飾1、土器片錘2、土製円盤5、板状土偶の破片7といった土製品も見付かった。表土、撹乱層からは、8、9世紀の須恵器が2点見付かった。
遺物包含層から出た石器は1394点。石鏃94、尖頭器7、石箆12、石錐5、石匙22、楔形石器3、石核29、掻器・削器44、磨製石斧6、石錘1、石皿6、磨石・敲石61、凹石2、砥石3、台石1、垂飾2、石剣1、異形石器3、さらに剥片、砕片、礫・礫片、原石がみられた。素材は珪質頁岩が8割を占めた。

### 年表
- 1922年（大正11年） - 三神崎遺跡　梅原末治の玦状耳飾出土遺跡集成に掲載。
- 1929年（昭和4年） - 三神峯遺跡　山内清男「繊維土器」出土遺跡集成に掲載。
- 1930年（昭和5年） - 三神峯遺跡　松本彦七郎　出土資料紹介。
- 1950年（昭和25年） - 三神峯遺跡　伊東信雄『仙臺市史』に仙台市最古の遺跡として紹介。
- 1959年（昭和34年） - 三神峯遺跡　林謙作小発掘調査。
- 1967年（昭和42年）
  - - 三神峯公園開園。
  - 7月7日〜31日 - 三神峯遺跡第1次発掘調査。
- 1973年（昭和48年） - 三神峯遺跡第2次発掘調査。
- 1975年（昭和50年） - 三神峯遺跡第3次発掘調査。
- 1994年（平成6年）
  - 1月10日〜11日 - 三神峯遺跡第4次発掘調査（公衆便所）。
  - 12月15日 - 三神峯遺跡第4次発掘調査（身障者公衆便所）。
- 2007年（平成19年）
  - 3月12日〜20日 - 三神峯古墳・三神峯遺跡第5次発掘調査。
  - 8月22日〜9月7日 - 三神峯遺跡第5次発掘調査。
- 2008年（平成20年）6月26日〜9月16日 - 三神峯遺跡第6次発掘調査。